# Gabrijel Kernel
Gabrijel Kernel, slovenski fizik in akademik, * 14. september 1932, Koče, † 22. januar 2025. 
Gabrijel Kernel je bil redni profesor fizike na Fakulteti za matematiko in fiziko (FNT) Univerze v Ljubljani in njen zaslužni profesor.

## Življenje
Kernel je iz fizike diplomiral na Odseku za tehniško fiziko FNT. Po diplomi je postal asistent na Institutu "Jožef Stefan", hkrati pa je nadaljeval podiplomski študij. Med letoma 1957 in 1965 je na Institutu "Jožef Stefan" sodeloval pri gradnji comptonskega spektrometra, ki ga je kasneje uporabljal za raziskave absorpcije žarkov γ na atomskih jedrih. Leta 1965 je opravil doktorat, nato pa je odšel v Anglijo, kjer je bil eno leto štipendist in eno leto znanstveni sodelavec na univerzi v Oxfordu. Med letoma 1966 in 1967 je na univerzi v Oxfordu meril inverzne fotojedrske reakcije, inducirane s protoni in delci α, ter s tem v zvezi sodeloval pri testiranju invariantnosti na obrat časa. Po vrnitvi v Jugoslavijo je postal znanstveni sodelavec na Institutu "Jožef Stefan". Leta 1970 je bil izvoljen za docenta, leta 1976 za izrednega in leta 1981 za rednega profesorja na Univerzi v Ljubljani. Med 1968 in 1974 je na Institutu "Jožef Stefan" sodeloval pri meritvah parcialnih fotojedrskih procesov. V analizo merskih podatkov je vpeljal metodo za določevanje presekov za prehode na različna stanja končnih jeder. Leta 1970 je bil predsednik upravnega odbora Instituta "Jožef Stefan", leta 1972 pa je bil načelnik Oddelka za fiziko na tem institutu. Med letoma 1975 in 1983 je bil vključen v delo evropskega raziskovalnega središča CERN v Ženevi, med letoma 1981 in 1982 pa je delal kot znanstveni sodelavec CERN-a. Od leta 1980 dalje je vodil kolaboracijo Omicron v CERN-u, v okviru katere je že 1975-77 gradil spektrometer za pione. V letih 1976-79 je bil član komisije za naravoslovno-matematične vede na Raziskovalni skupnosti Slovenije. Med letoma 1982 in 1986 je vodil Odsek za fiziko jedra ter leta 1993 Odsek za eksperimentalno fiziko osnovnih delcev. Med letoma 1984 in 1999 je bil član kolaboracije ARGUS v DESY v Hamburgu in od 1998 do 2004 član kolaboracije DELPHI v CERN-u. Med letoma 1988 in 1992 je bil kordinator International Union of Pure and Applied Phisics (IUPAP) za mednarodne konference s področja fizike visokih energij za Jugoslavijo, nato za Slovenijo. Med letoma 1970 in 1973, 1983 in 1988 ter od 1992 do 2001 je bil član Znanstvenega sveta Instituta "Jožef Stefan" in od 1992 do 2008 član Upravnega odbora. Od leta 1984 do 1991 je bil vodja podiplomskega študija na Oddelku za fiziko Univerze v Ljubljani.
Od 1996 do 2000 je bil koordinator Ministrstva za znanost in tehnologijo za fiziko. Od leta 1995 do 1997 je bil član senata  Univerze v Ljubljani, ter med letoma 1998 in 2005 član senata Politehnike Nova Gorica. Bil je tudi predsednik Znanstvenega sveta za naravoslovje pri Javni agenciji za raziskovalno dejavnost Republike Slovenije.
Junija 1995 je postal izredni član Slovenske akademije znanosti in umetnosti - SAZU, junija 2001 pa redni član te ustanove. V letih 2008-14 je bil načelnik Oddelka za matematične, fizikalne in kemijske vede III. razreda (za matematične, fizikalne in tehnične vede) SAZU.

## Priznanja in nagrade
- Kidričeva nagrada (1960, 1970) - s sodelavci
- Nagrada sklada Borisa Kidriča (1975)
- Kidričeva nagrada (1991)
- ambasador znanosti Republike Slovenije (1992)
- izredni (1995) in redni član SAZU (2001)
- zaslužni profesor Univerze v Ljubljani (2000)
- zaslužni znanstvenik IJS (2004)
- Zoisova nagrada za življenjsko delo (2011)